# Vụ án Sầm Đức Xương
Vụ án Sầm Đức Xương là vụ án mua dâm xảy ra vào năm 2009 với nhân vật chính là ông Sầm Đức Xương, cựu hiệu trưởng trường THPT Việt Lâm (Vị Xuyên, Hà Giang), người đã mua dâm khoảng 10 em học sinh trong độ tuổi từ 13 đến 17 tuổi. Vụ án đã gây chấn động xã hội và việc xét xử vụ án cũng làm lộ nhiều nghi vấn về các quan chức tỉnh có liên quan đến vụ án.

## Tiểu sử
Sầm Đức Xương sinh năm 1957, nguyên là hiệu trưởng trường THPT Việt Lâm, huyện Vị Xuyên, Hà Giang. Vợ là Nguyễn Thị Toán. Ông là bị cáo trong vụ án gây chấn động dư luận khi bị bắt với tội danh “mua dâm trẻ vị thành niên” vào năm 2009.

## Vụ án
Tháng 9 năm 2009, có đơn tố cáo từ gia đình một số học sinh tại trường THPT Việt Lâm cho rằng ông Sầm Đức Xương, nguyên hiệu trưởng trường này có hành vi mua dâm nữ sinh. Ông bị tạm giam sau đó từ ngày 7 tháng 9. Sở giáo dục Hà Giang, đã đình chỉ công tác ông Xương trước đó khi nhận được tin tố cáo. Hai cựu học sinh trường THPT Việt Lâm cũng bị bắt ngay sau đó vì tình nghi liên quan vụ việc.
Ngày 14 tháng 9, ông Sầm Đức Xương cùng 2 cựu học sinh đã nhận tội mua dâm và môi giới mại dâm. Khoảng 10 nữ sinh (13 đến 17 tuổi) cũng là nạn nhân trong vụ án. Đánh giá về tố cáo trước khi có tin nhận tội trước đó vào ngày 13, chủ tịch UBND tỉnh Hà Giang Nguyễn Trường Tô nhận định:"Hiệu trưởng mua dâm nữ sinh là một việc động trời, không thể hình dung được. Nếu đúng như những gì báo chí phản ánh, đây là một việc làm đáng xấu hổ và không thể chấp nhận với một thầy giáo đồng thời là người đứng đầu một trường cấp 3".
Ngày 7 tháng 11 năm 2009, phiên tòa diễn ra theo hình thức xử kín. Ba bị cáo Sầm Đức Xương, Nguyễn Thị Hằng, Nguyễn Thị Thanh Thúy và gần 10 nữ sinh liên quan vụ việc cũng tham gia phiên tòa. Giáo viên trường THCS Thị trấn Việt Lâm tên Mai Thị Hà là người giám hộ cho các học sinh chưa đủ tuổi thành niên. Tòa tuyên án Sầm Đức Xương 10 năm tù, Nguyễn Thị Hằng 6 năm tù và Nguyễn Thị Thanh Thúy 5 năm tù.
Phiên phúc thẩm bị hoãn ngày 20 tháng 1 năm 2010. Sau đó, Nguyễn Thị Hằng và Nguyễn Thị Thanh Thúy ghi lại danh tính của 9 người theo các cô là khách quen mua dâm. Trong đơn cùng ngày, Thúy viết: "Thầy Xương đe dọa sẽ hạ thấp kết quả học tập, ép chúng cháu quan hệ tình dục với thầy. Từ đó, thầy bắt chúng cháu quan hệ tình dục với một số bạn bè của thầy". Theo luật sư Triển, chiều ngày 25 tháng 1 đơn kiến nghị của luật sư kèm với 2 đơn tố cáo của Hằng và Thúy đã được gửi đến nhiều cá nhân, tổ chức.
Ngày 27 tháng 1 năm 2010, phiên phúc thẩm đã diễn ra. Phiên tòa được xử kín và có khoảng 20 người đến dự. Các bị hại không có mặt trong phiên xử này. Theo lời khai của Hằng cô không chỉ bán dâm cho hiệu trưởng mà còn bị ép bán cho người khác theo sự chỉ dẫn của ông Sầm Đức Xương. "Mỗi lần được 500.000 đồng, bị cáo đều mang về cho thầy Xương". Hằng nói trong phiên tòa. Phiên tòa kéo dài đến ngày 28 tháng 1, ông Sầm Đức Xương khai nhận:"Ba năm nay tôi bị bệnh không thể quan hệ tình dục. Tôi còn là nhà giáo thâm niên 30 năm, đáng tuổi cha chú sao có thể làm chuyện đó…” Ông Xương cho rằng lá đơn tố cáo và lời khai trong phiên phúc thẩm ngày hôm trước là "hoàn toàn vu khống và bịa đặt".
Ngày 1 tháng 2 cùng năm, với lý do cấp sơ thẩm mắc lỗi nghiêm trọng thủ tục, đồng thời cần tìm hiểu, điều tra thêm, TAND tỉnh Hà Giang đã tuyên hủy án, trả hồ sơ để điều tra lại vụ án.
Trong phiên sở thẩm lần hai cũng theo hình thức xử kín vào ngày 10 tháng 3 năm 2010, tòa tuyên án treo với hai bị cáo trong vụ án là Nguyễn Thị Hằng và Nguyễn Thị Thanh Thúy. Cụ thể, Tòa án Hà Giang tuyên án tính từ ngày 10 tháng 3 năm 2011. Hằng và Thúy được trả tự do ngay sau phiên xử. Ông Sầm Đức Xương nhận án 9 năm tù giam, tính từ ngày 7 tháng 9 năm 2009 với tội danh “mua dâm trẻ vị thành niên”. Phiên phúc thẩm sau đó ba tháng, ngày 28 tháng 6 cùng năm, Tòa án bác kháng cáo của ông, giữ nguyên khung hình phạt.

## Các tranh cãi
Ông Mai Văn Hùng, Chánh tòa Hành chính Hà Giang, chủ tọa phiên xử vụ án Sầm Đức Xương mua dâm học trò, khẳng định rằng không phải chịu bất cứ sức ép nào, ngoài việc tuyên sao cho đúng người đúng tội.

Trao đổi với báo giới, ông Dương Trí Tuệ cho rằng không đủ yếu tố cấu thành tội phạm đối với tội danh “Mua dâm người vị thành niên” của bị cáo Sầm Đức Xương.
"Mặt khách quan, cơ quan điều tra không bắt được quả tang để lập biên bản hành vi mua dâm của Sầm Đức Xương; không có chứng cứ cụ thể như có tinh trùng của SĐX để lại trong bộ phận sinh dục của các nạn nhân mà Sầm Đức Xương quan hệ tình dục,” luật sư Dương Trí Tuệ.
Luật sư Trần Đình Triển, người trước đây từng bào chữa cho hai bị cáo Nguyễn Thị Hằng và Nguyễn Thị Thanh Thúy, cho rằng hai phụ nữ trẻ không có tội, chuyện tòa vẫn xử có tội đã “gây bất bình cho dân.”

## Một số thông tin sau đó
Ngày 5 tháng 7 năm 2010, Ủy ban Kiểm tra Trung ương Đảng Cộng sản Việt Nam ra thông báo về nội dung kỳ họp thứ 32 đề nghị cách chức các chức vụ về Đảng viên của Đảng Cộng sản Việt Nam của ông Nguyễn Trường Tô với lý do "sống buông thả, sinh hoạt không lành mạnh gây bất bình trong Đảng và xã hội".

## Danh sách mua dâm
Theo đơn kêu cứu của các nữ sinh, họ có liệt kê danh sách các cá nhân ngoài ông Sầm Đức Xương mua dâm thông qua họ:
1. Ông Đinh Xuân Hùng – Giám đốc Ngân hàng Chính sách Tỉnh Hà Giang
2. Ông Nguyễn Trường Tô – Chủ tịch UBND Tỉnh Hà Giang
3. Ông Tiến – Công an Tỉnh (em của 1 Giám đốc CA Tỉnh Hà Giang tên Vận)
4. Ông Lưu Bá Định – Phó Chủ tịch Huyện Vị Xuyên
5. Ông Thành – Giám đốc Doanh nghiệp
6. Ông Dũng – Lái xe Bưu điện Tỉnh